# Albert Ernst Mühlig

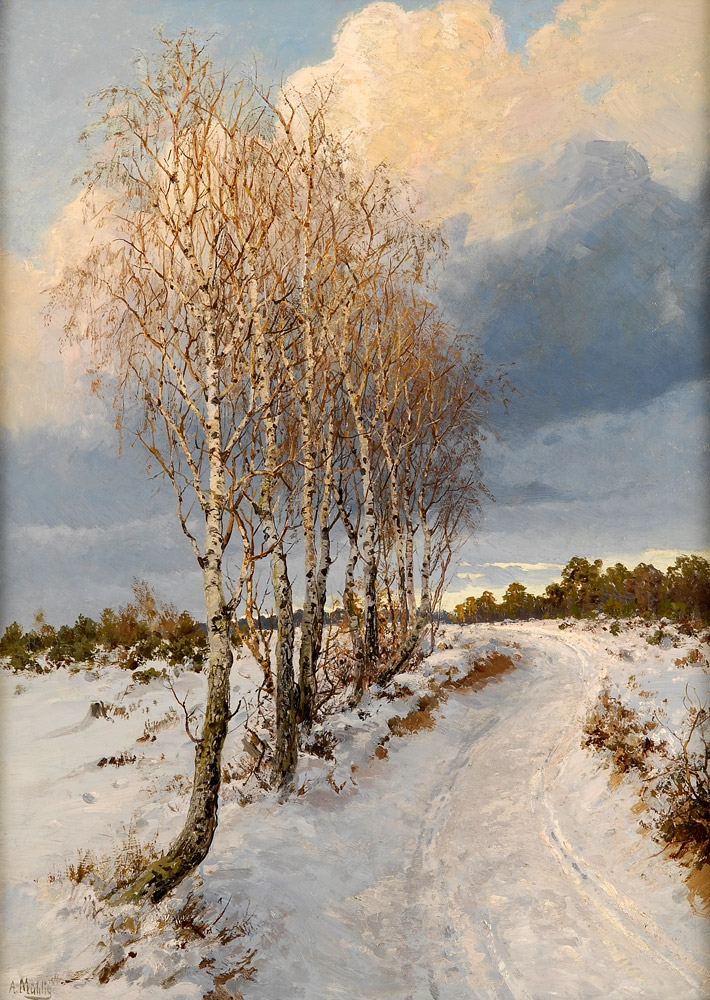
Wintergewitter

Albert Ernst Mühlig (* 1862 in Dresden; † 1924) war ein deutscher Landschafts-, Genre- und Tiermaler.

## Leben
Albert Ernst Mühlig war Sohn von Bernhard Mühlig. Er studierte Malerei an der Dresdener Akademie bei Viktor Paul Mohn und Friedrich Leon Pohle und danach bei Friedrich Preller dem Jüngeren. Albert Ernst Mühlig war hauptsächlich in Dresden tätig. Er stellte seine Werke ab 1903 auf den Dresdner Kunstausstellungen aus.